# 紫雲 (航空機)
川西 E15K 紫雲
水上偵察機 紫雲
- 用途：偵察機
- 分類：水上機
- 設計者：川西航空機
- 製造者：川西航空機
- 運用者： 大日本帝国（大日本帝国海軍）
- 生産数：15機

紫雲（しうん）は、第二次世界大戦中の日本海軍の水上偵察機（水偵）である。略符号はE15K。連合国軍によるコードネームは“Norm”(ノーム)。

## 概要
敵戦闘機の制空権下でも強行偵察が可能な高速水上偵察機として開発され、高速性を実現させるため2重反転プロペラの採用等、様々な新機軸を盛り込んだ野心的な機体であった。仮称二式高速水上偵察機と呼ばれ、1943年（昭和18年）8月に紫雲一一型として制式採用された（なお、内令兵では「十四試高速水上偵察機（火星発動機一四型装備）ヲ兵器ニ採用シ紫雲一一型ト称ス」とされた）が、運用上の問題も多く、ごく少数の生産で終わった。

## 開発経緯
1939年（昭和14年）、海軍は敵戦闘機の制空権下でも強行偵察が可能な高速水上偵察機の試作を、十四試高速水上偵察機として川西航空機に指示した。本機に対する海軍が求めた最大の要求は、水上機でありながら戦闘機より高速な機体ということだった。
これに対して川西は、高速性能を得るため当時利用可能な様々な新機軸を盛り込むことで、高速水上偵察機を実現しようとした。新機軸の主なものは、
1. 当時最大出力をもつ実用発動機火星を装備し、その大馬力による反トルクの影響を吸収して性能を十二分に引き出すため、日本初の2重反転プロペラを採用。
2. 空気抵抗軽減のため、緊急時には胴体下の主フロートを切り離す機構を搭載。
3. 翼端の補助フロートは上半分がズック（キャンバス生地）製の気嚢式とし、飛行中は空気を抜いて内側に密着させる半引き込式。
4. 主翼には層流翼を採用。

などである。また、機体は全金属製で、油圧式二重フラップ装備、翼は艦上での格納を考慮し翼端部分が上方に折りたためるようになっていた。
翌年試作開始された強風においても火星や層流翼が採用され、また2重反転プロペラは試作時に、引込み式補助フロートは企画段階で検討されている。
試作第一号機は1941年（昭和16年）12月3日初飛行したが、多くの新機構を試みた機体だけに、フラップの故障、翼端の補助浮舟の作動不良など事故が続発し、またその間、発動機の換装、尾部下面にフインの取り付けなど機体にも長期にわたって改修が行われた結果、1942年（昭和17年）10月にようやく海軍に納入された。
海軍において飛行審査を行った結果は、最高速度は468 km/hで敵戦闘機よりも遅く、各部に故障が多いなど問題の多い機体であることが判明した。しかし海軍は、航空巡洋艦ともいえる、軽巡大淀型に搭載する強行偵察機、仮称二式高速水上偵察機として採用を内定し、先に領収した試作機1機（試作1号機は事故で大破）、増加試作機2機に続き増加試作機を4機発注した。
1943年（昭和18年）8月には紫雲一一型として制式採用された。機名の“紫雲”には、「めでたい雲」という意味の他にも「仏教徒の臨終の際に仏が乗って迎えに来る雲」という意味もある。
なお、本機の特色でもあった主フロートを切り離す機構は、風洞実験と地上実験のみしか行われず、空中投下実験は行われなかった。本機は地上用の降着装置がない水上専用機のため、フロートを投下した場合には胴体着水するしかなく、試作機をそのような形で失う危険を冒せなかったためである。

## 運用と生産

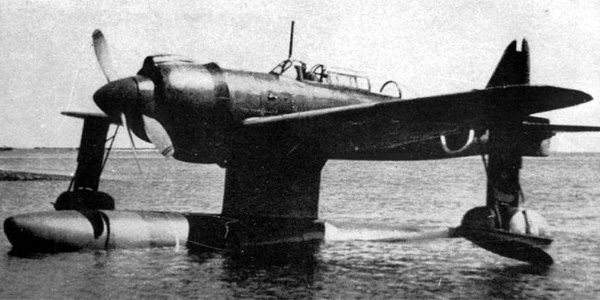
着水状態の紫雲

増加試作機は実用試験のため6機が軽巡大淀に搭載されトラック島方面に進出した他、1944年（昭和19年）6月にはパラオのアラカベサン水上基地に配備され索敵偵察や哨戒任務に使用された。
文献では補助フロート折損による横転事故や、2重反転プロペラの故障が多発、主フロートの飛行中の落下がうまくいかないなどで敵機より逃亡できず、3ヶ月程の短期間で全機喪失とするものが多い。しかし、実際にはアラカベサン水上基地に進出できた紫雲は3機だけであり、またフロートの投下は行わなかっただけで不具合があったわけではなく、対潜哨戒任務に出て敵機に追われた機は被弾しつつも生還したことが記録されている。
制式採用後、1943年（昭和18年）に5機、1944年（昭和19年）に2機の量産機が製作された時点で生産は中止された。総生産機数は、試作機、増加試作機を含めて15機に終わった。当初は17機量産予定だったといわれる。量産打ち切りの原因については、実用試験の成績不良のためとする説がある一方、実際は戦局の緊迫による方針変更が原因であるとする説もあり、後者の説によれば搭載予定の軽巡大淀から紫雲用の長大なカタパルトが既に撤去されていたことにそれが窺え、改良型の計画がなかったのもそのためであるという。しかし、ミッドウェーでの敗戦ののち大淀を空母に改造する案が出た際に、大淀に搭載する機体数18機のうち、戦闘機9機、紫雲を改造した高速艦上偵察機9機とする案が出ている。
本機の実戦としては、1944年6月のサイパンの戦いの事前空襲の際に、父島で2機が破壊された記録がある。湾内の波が高かったため発進できず、地上で炎上して失われた。
後に開発された水上戦闘機の強風は層流翼や自動空戦フラップを採用しつつ、紫雲の失敗を教訓にフロートの引き込みや2重反転プロペラなど問題が発生した機構を廃し現実的な設計に纏められた。

## 性能
- 全長： 11.588m
- 全幅： 14.00m
- 全高： 4.95m
- 主翼面積： 30.00 m2
- プロペラ： H/S定速2翅反転
- 全装備重量： 4,100kg
- 最高速度： 468km/h
- 乗員： 2名
- 発動機： 三菱火星二四型 出力1,680馬力
- 航続距離： 1,408km
- 実用上昇限度： 9,830m
- 武装： 九二式七粍七機銃 × 1、60kg爆弾 × 2